# 김정애 (가수)
김정애(1974년 4월 10일~)은 대한민국의 가수이다

## 학력
- 서울예술전문대학 실용음악과 전문학사 (졸업)

## 음반
- 2023년 Rainbow
- 2022년 JOY
- 2000년 Voice Of Angel
- 1999년 에코(Eco) 베스트(Voice Of Memory)
- 1998년 Voice Of Love
- 1997년 Voice Of Eco
- 1996년 에코(Eco) 1집(Eco)